# کانگ‌شی
امپراتور کانگ‌شی (۴ مه ۱۶۵۴– ۲۰ دسامبر ۱۷۲۲) چهارمین امپراتور دودمان چینگ بود. او اولین امپراتور این سلسله بود که در خاک چین (در پکن) به دنیا آمد و دومین امپراتور این سلسله نیز بود که توانست کلیه چین را تحت سلطه خویش درآورد.
دوره حکومت ۶۱ ساله کانگ‌شی که از ۷ سالگی او آغاز می‌شود، طولانی‌ترین دوره حکومت یک امپراتور در تاریخ چین است. البته او شش سال اول حکومتش را زیر نظر یک نایب‌السلطنه سپری کرد و در این چند سال از قدرت اجرایی برخوردار نبود. یکی از حامیان او در دوره حکومتش، مادربزرگ او، ملکه مادر شیائو ژوآنگ بود.
امپراتور کانگ‌شی یکی از قدرتمندترین شاهان تاریخ چین به حساب می‌آید. او شورش فئودال‌ها را به شدت سرکوب کرد و تایوان را به قلمرو امپراتوری خود افزود. همچنین در مقابل توسعه‌طلبی‌های روسیه تزاری در ناحیه آمور ایستادگی کرد و قلمرو دودمان چینگ را در سمت شمال غربی گسترش داد. او در امور فرهنگی نیز دست به اقدامات مهمی زد؛ برای مثال، فرهنگ لغت کانگ‌شی یکی از مهم‌ترین آثار به جای مانده از دوره حکومت اوست.
دوره حکومت امپراتور کانگ‌شی، عصری از آرامش و رفاه نسبی را پس از سال‌ها جنگ و آشوب به ارمغان آورد. سلطنت او در چین آغازگر دوره‌ای بود که آن را عصر شکوفایی کانگ‌شی و چیان‌لونگ می‌نامند. در پایان سلطنت کانگ‌شی، قلمرو او کلیه چین، تایوان، منچوری، بخشی از خاور دور روسیه، مغولستان داخلی، مغولستان خارجی و تبت را شامل می‌شد.

## دستاوردهای اقتصادی
وضعیت خزانه کشور در زمان امپراتور کانگ‌شی بدین شرح بود:
- ۱۶۶۸ میلادی (هفت سال اول حکومت): ۱۴٬۹۳۰٬۰۰۰ تاهیل (واحد پول کشور)
- ۱۶۹۲ میلادی: ۲۷٬۳۸۵٬۶۳۱ تاهیل
- ۱۷۰۲–۱۷۰۹ میلادی: حدود ۵۰٬۰۰۰٬۰۰۰ تاهیل
- ۱۷۱۰ میلادی: ۴۵٬۸۸۰٬۰۰۰ تاهیل
- ۱۷۱۸ میلادی: ۴۴٬۳۱۹٬۰۳۳ تاهیل
- ۱۷۲۰ میلادی: ۳۹٬۳۱۷٬۱۰۳ تاهیل
- ۱۷۲۱ میلادی: ۳۲٬۶۲۲٬۴۲۱ تاهیل

دلایل افت میزان ثروت خزانه در سال‌های پایانی حکومت امپراتور کانگ‌شی، جنگها و لشکرکشی‌های نظامی او در نقاط مختلف می‌باشد. امپراتور کانگ‌شی تلاشهای خود در زمینه اقتصادی را به پسرش امپراتور یونگ‌ژنگ نیز آموخت تا خزانه کشور دچار مشکلات مالی نشود.